# آي 24 نيوز
آي 24 نيوز هي قناة إخبارية اسرئيلية ناطقة باللغة العربية انطلقت للبث في تموز/يوليو 2013 أستوديوهات القناة الرئيسية تقع في ميناء يافا، تل أبيب. ولديها أستوديوهات إضافية في الولايات المتحدة، فرنسا وابتداء من عام 2021 أيضا أستوديوهات في دولة الإمارات العربية المتحده. القناة، يمتلكها رجل الأعمال باتريك دراهي، وهي القناة الإخبارية الدولية المستقلة/الخاصة الوحيدة التي تنشط في الشرق الأوسط.

## تاريخ
قاد عملية إقامة القناة فرانك ميلول، الذي يشغل حاليا منصب الرئيس التنفيذي لشبكة i24news ، ميلول كان مسؤولا كبيرا في قناة France 24. وتبث القناة  بثلاث لغات: الإنجليزية، الفرنسية، والعربية، وذلك وفقا لموديل قناة France 24 الفرنسية وينقل البث عن طريق الأقمار الصناعية، الكوابل وعبر الإنترنت عن طريق اشتراك مدفوع- بصورة مشابهة لموقعي صحيفتي «هآرتس» و«دي ماركر». ويعمل في القناة نحو 150 صحافي، معظمهم في إسرائيل، وبعضهم يتواجد في أماكن مختلفة في العالم.
بدأت القناة بالبث في تاريخ 17يوليو، 2013. لكن الانطلاق الرسمي للقناة كان في 5 نوفمبر  2013 . قنوات i24news بالإنجليزية، الفرنسية والعربية تبث في كل أنحاء العالم، من خلال مزودي الكابلات والبث المباشر في أوروبا، وعن طريق الأقمار الصناعية المفتوحة. بث القناة ينقل حاليا في إطار تلفزيون متعدد القنوات في أوروبا (فرنسا، بلجيكا، لوكسمبورغ، سويسرا، إسبانيا، البرتغال وبولندا) وفي دول إفريقية مختلفة. القناة تبث أيضا عن طريق عدد من الأقمار الصناعية تغطي أوروبا، إفريقيا، والشرق الأوسط، ومناطق مختلفة في آسيا. في 29 يناير 2017 أعلنت القناة عن توسعها إلى الولايات المتحدة، وهي تبث في عدد من مزودي الكابلات والأقمار الصناعية في الولايات المتحدة بينها، Spectrum, Mediacom, Optimum, Xfinity, SuddenLink وغيرها. بعد التوقيع على الاتفاقيات الإبراهيمية، أنشأت القناة تعاونات تجارية وعملية مع مؤسسات إعلامية في دولة الإمارات العربية المتحدة. في يناير 2021، أصبحت القناة التلفزيونية الأولى التي تبث من إسرائيل ومتاحة في دولة الإمارات العربية المتحدة، من خلال المزودين Etisalat  وDU. ابتداء من أكتوبر 2021 أصبحت القناة الإنجليزية التابعة لـ  i24news متاحة في أستراليا.
في عام 2021 حصلت القناة على رخصة بث في دولة الإمارات العربية المتحدة وقامت بفتح أستوديوهات في مدينة دبي للإعلام.

## مقدمو ومحررو الأخبار والبرامج التلفزيونية في القنوات الثلاث
يجمع جدول البث لقناة i24news بين النشرات والمواجز الإخبارية التي تبث على مدار الساعة، إلى جانب البرامج التي تناقش الشؤون الجارية، المقابلات والبرامج بالمواضيع المختلفة.

### اللغة الإنجليزية
يُبَث باللغة الإنجليزية مساء كل يوم برنامج The Rundown والذي يقدمه كاليف بن دافيد، نشرة إخبارية تدمج بين الضيوف والمحللين، ويتناول مواضيع سياسية، اقتصادية، أمنية واجتماعية. ويبث فورا بعده البرنامج Middle East Now والذي يقدمه من يعقوب ايلون ولورا سلاير بالتناوب، والذي يتناول القضايا والمواضيع الراهنة، السياسية والاجتماعية في الشرق الأوسط. دافيد مطلين يقدم Zoom In وهو  برنامج حول الشؤون اليومية الجارية يجمع الأخبار والشؤون الجارية مع الضيوف في الأستوديو والميدان. برنامج Global Eye والذي يقدمه ايلي هوخنبرغ، يقدم لمحة عن القصص الساخنة، ويجمع بين الصحفيين والمحللين من كافة أنحاء العالم. Strictly Security هو برنامج أسبوعي يقدمه يوآف ليمور، ويتناول التطورات الأمنية، العسكرية، ونتيجة لذلك-السياسات في الشرق الأوسط والعالم. Israel Business Weekly وتقدمه ناتاشا كيرتشوك يغطي قطاع الهايتك، الأعمال والتكنلوجيا في إسرائيل وفي محيطها. Holy Land Uncovered، الذي تقدمه إميلي فرانسيس، مجلة أسبوعية تتناول التاريخ، الدين والايمان. الصحافي كريستيان ميلارد يقدم برنامج مقابلات أسبوعية يستضيف خلالها ديبلوماسيين، رؤساء دول، وزراء ومسؤولين كبار خلال محادثات شخصية. أيضا، القناة تعرض برنامجا أسبوعيا باللغة الإسبانية يقدمه الصحافيان كارلوس غوروبتش وداميان باتشر.

### اللغة الفرنسية
على قناة i24NEWS باللغة الفرنسية يبث مساء كل يوم البرنامج Le Prime  الذي يقدمه الصحافي جان-شارل بينون. ويتبعه مباشرة برنامج المناظرة الساخنة GGMO الذي يقدمه الصحافي بينجامين بيتروبر، الذي يستضيف عددا من الضيوف في حلقة عاصفة بمواضيع ساخنة. البرنامج Orient هو برنامج حول الأحداث الجارية ويقدمه الصحافي سيريل عمار، ويتناول قصصا ساخنة في الشرق الأوسط. الصحافيات فالاري أبوكسيس وايلي شوراكي يقدمان سوية برنامجا أسبوعيا يتعمق بالقضايا الاجتماعية، الفلسفية والاجتماعية. Innova'tion من تقديم فلور سيتروك، برنامج يتناول عوالم التكنلوجيا والهايتك، ويستعرض الابتكارات في هذا المجال. ماتياس عانبار يقدم برنامجا أسبوعيا بموضوع الأمن يطلق عليه DEFENSE، أما فالاري بيريرز تقدم برنامجا أسبوعيا بموضوع التاريخ والمجتمع، وتقدم فالاري أبوكسيس برنامجا ثقافيا. الصحافي جان شارل بينون يقدم برنامجا أسبوعيا حول الشؤون الجارية ويغطي الأحداث الساخنة في أفريقيا.

### اللغة العربية
من بين البرامج الرئيسية على قناة i24NEWS باللغة العربية يمكن العثور على نشرة الأخبار المركزية التي تبث الساعة 20:00 (بتوقيت القدس) والتي يقدمها عدد من الصحافيين في القناة. الصحافيان لورين وهبي وبشار زغير يقدمان برنامج «هذا المساء» الذي يبث يوميا الساعة 21:00 (بتوقيت القدس) ويتناول المواضيع والقضايا الجارية في الشرق الأوسط والعالم. أنسام سلمان تقدم برنامجا أسبوعيا حول الأحداث الجارية يتناول المواضيع الساخنة في الخليج العربي، والتطورات والقصص المثيرة التي تحدث هناك على مدار أسبوع. Stad 24 هو برنامج رياضة أسبوعي يقدمه الصحافي أدهم حبيب الله. برنامج «المناظرة اليومية» يستضيف يوميا محللين بارزين لمحادثة ساخن حول موضوع مشتعل، حيث يقوم كل ضيف باستعراض وجهة نظر مختلفة حول القضية. كما تبث القناة بصورة يومية برنامج «العدد الأخير» ويستعرض أهم عناوين الصحف المختلفة، أما برنامج «مدار الأسبوع» هو برنامج أسبوعي يتناول أهم الأحداث الجارية والقضايا السياسية والاجتماعية في منطقة الشرق الأوسط والعالم.

## معرض صور

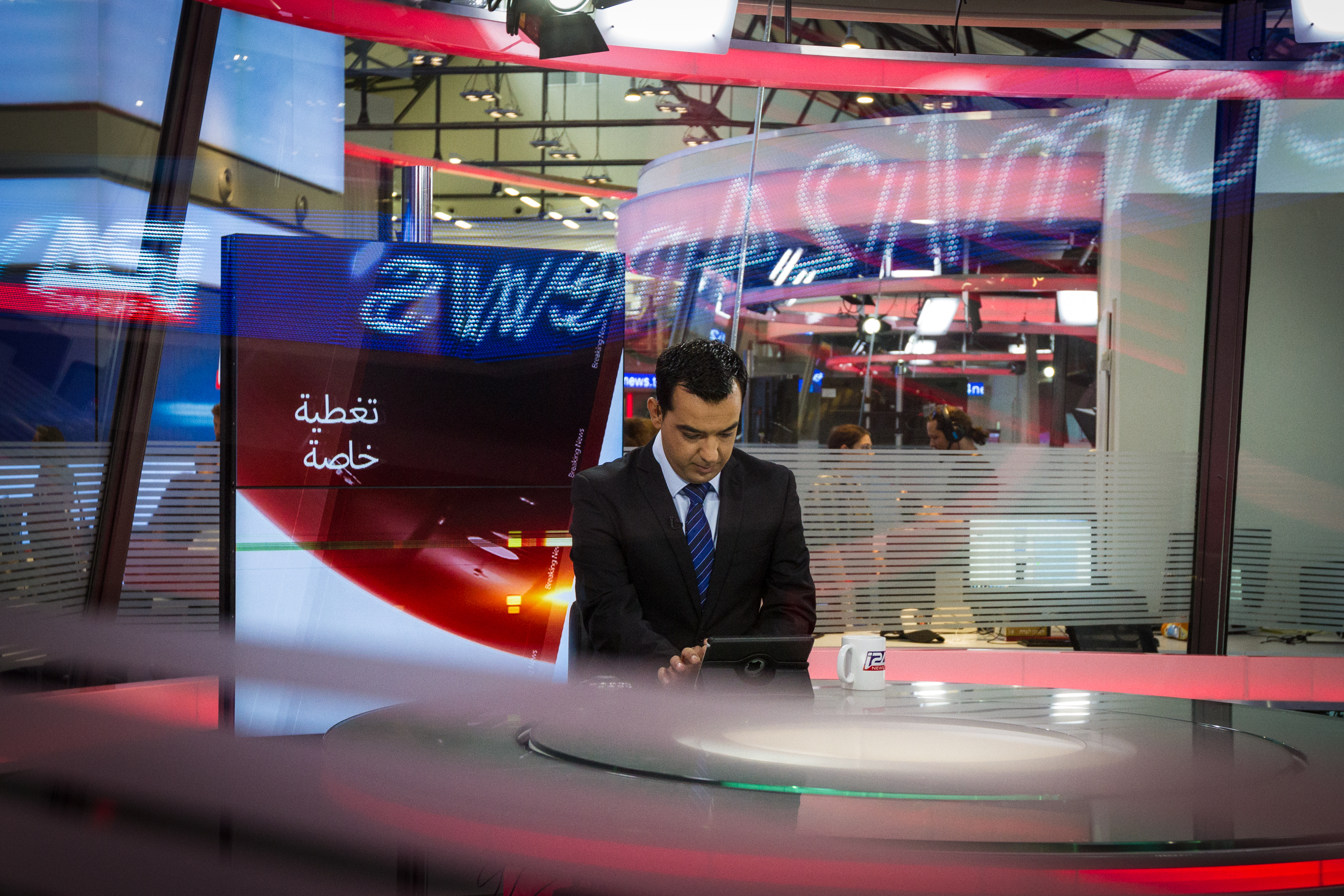
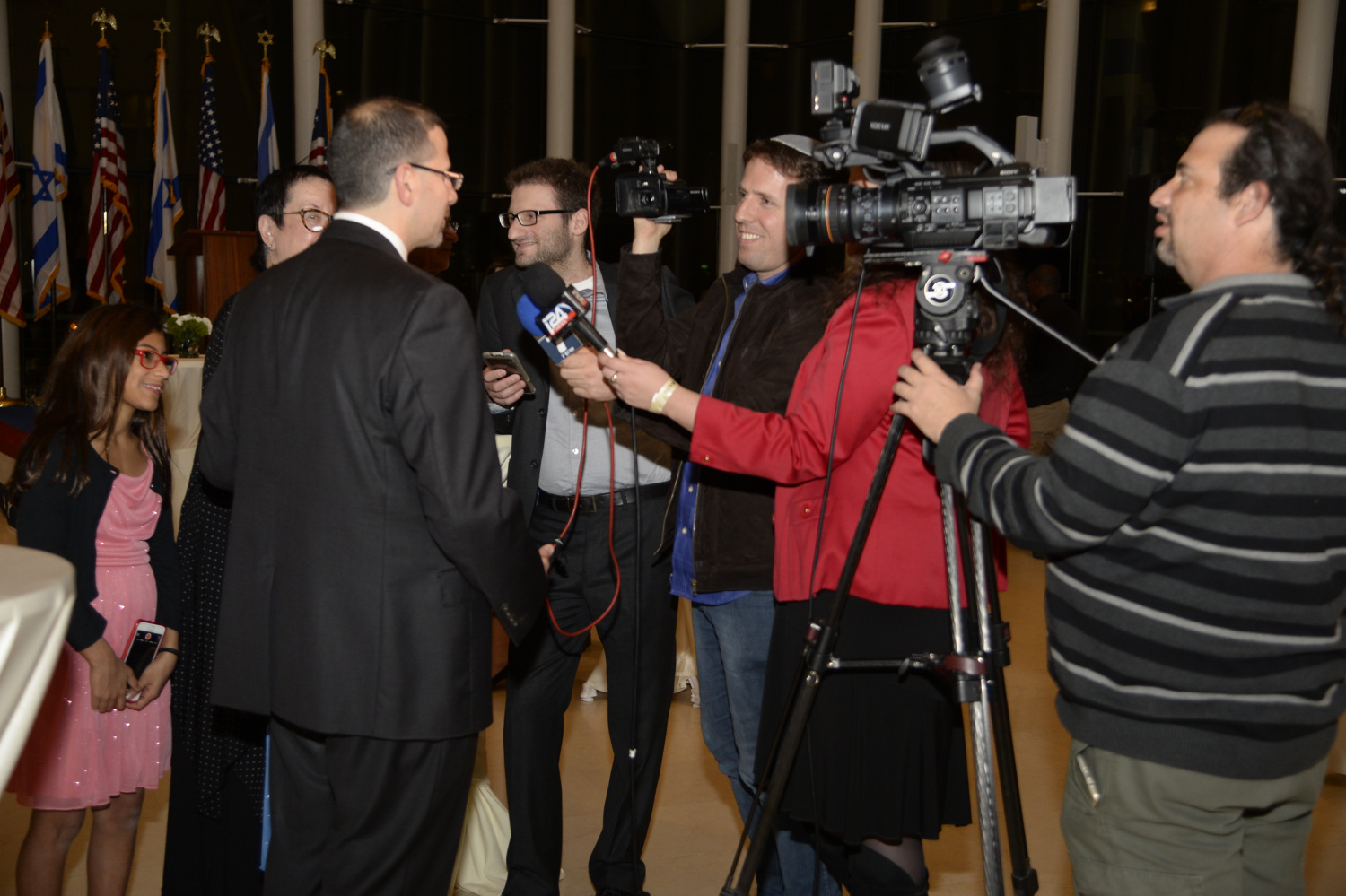
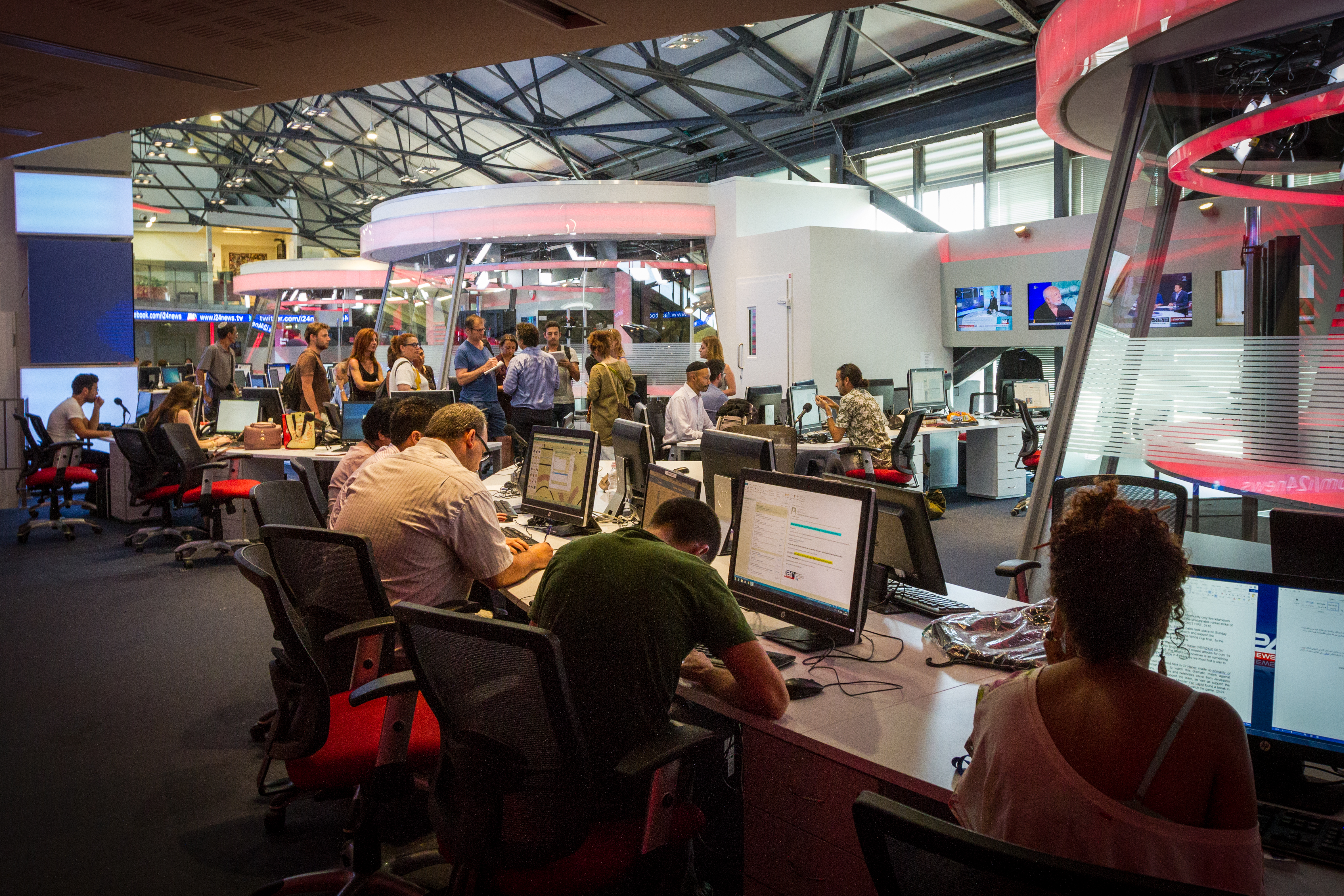
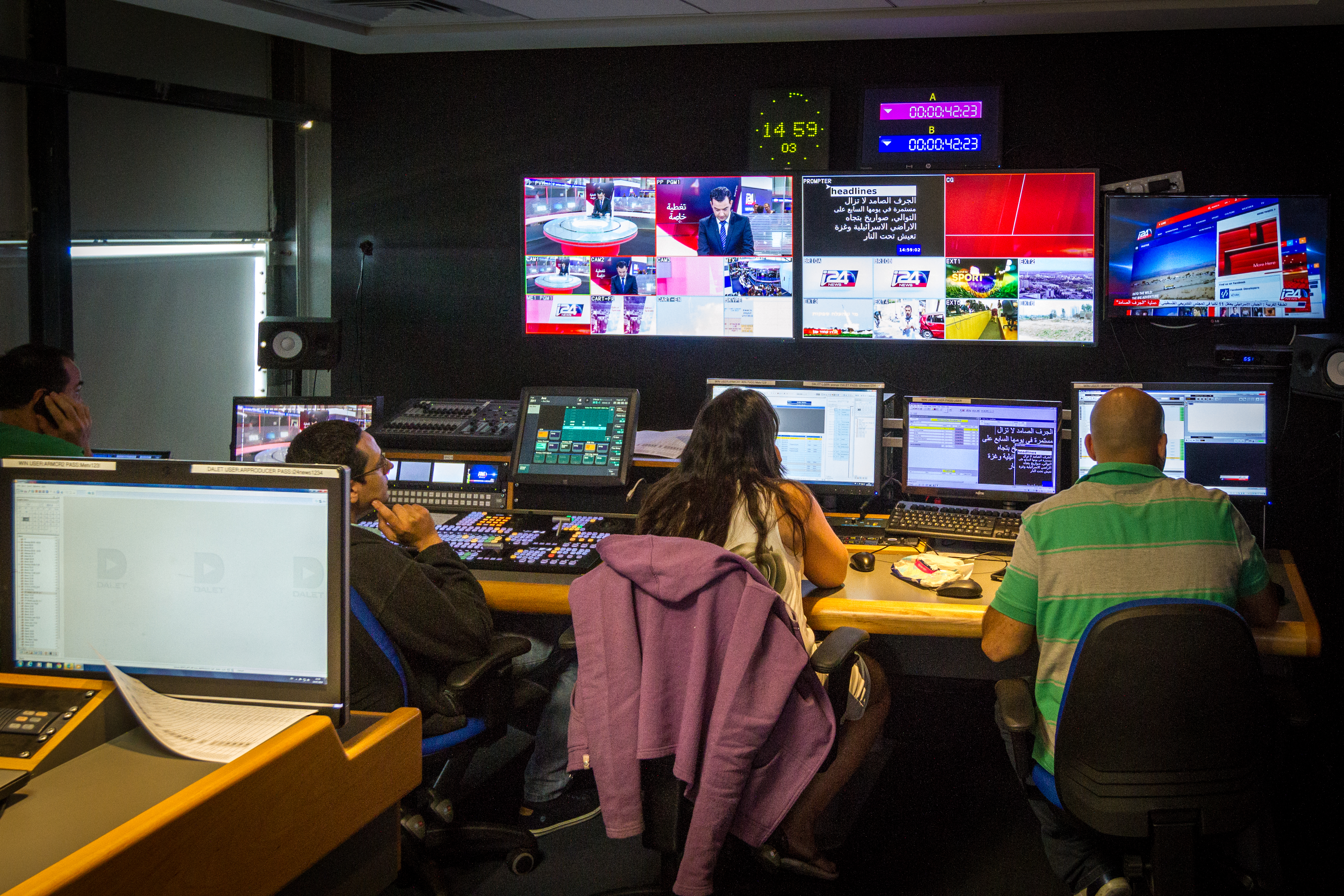

## وصلات خارجية
- الموقع الرسمي